# 齊威國際多媒體
齊威國際多媒體股份有限公司（英語：Power International Multimedia Inc.），簡稱齊威國際，是台灣一家已結業動畫代理公司。

## 概要
- 前身為1996年成立的齊威唱片有限公司。公司法人於2012年12月25日解散。曾設子公司夢工廠創意股份有限公司。
- 主要代理的範圍為日本、韓國、歐洲動畫與商品，也有代理古典音樂與音樂劇。

## 代理動畫

### 日本經典動畫系列
主要為台灣早期老三台播放過的日本電視動畫，其中不少是《世界名作劇場》系列作品。
- 悟空大冒險（悟空の大冒険）
- 金銀島（宝島）
- 海王子（海のトリトン）
- 咪咪流浪記（家なき子）
- 靈犬雪麗（名犬ジョリィ）
- 寶馬王子（リボンの騎士）
- 北海小英雄（小さなバイキングビッケ）
- 小神童（ニルスのふしぎな旅）
- 未來少年柯南（未来少年コナン）
- 小蜜蜂美雅（みつばちマーヤの冒険）
- 天方夜譚（アラビアンナイト シンドバットの冒険）
- 綠野仙蹤（オズの魔法使い）
- 喬琪姑娘（レディジョージィ）
- 夢幻拉拉（魔法のステージファンシーララ）
- 小天使（アルプスの少女ハイジ）
- 魔動王（魔動王グランゾート）(現由羚邦代理）

世界名作劇場系列
- 龍龍與忠狗（フランダースの犬）(後由群英社代理）
- 萬里尋母（母をたずねて三千里）
- 小浣熊（あらいぐまラスカル）
- 小英的故事（ペリーヌ物語）
- 清秀佳人（赤毛のアン）
- 湯姆歷險記（トム・ソーヤーの冒険）(後由群英社代理）
- 新魯賓遜漂流記（家族ロビンソン漂流記 ふしぎな島のフローネ）
- 莎拉公主（小公女セーラ）
- 小安娜（愛少女ポリアンナ物語）
- 小婦人（愛の若草物語）
- 小公子（小公子セディ）
- 長腿叔叔(後由群英社代理，現由國際影業代理）（あしながおじさん）
- 真善美（トラップ一家物語）
- 新小婦人（若草物語 ナンとジョー先生）(後由群英社代理）
- 七海小英雄（七つの海のティコ）
- 羅密歐的藍天（ロミオの青い空）

### 日本動畫
- 千面女郎（ガラスの仮面）
- 怪醫黑傑克（ブラック・ジャック，現由木棉花國際代理）
- 戰鬥陀螺（爆転シュート ベイブレード）
- 花田少年史(現由木棉花國際代理）
- 攻殼機動隊
- 三眼神童（三つ目がとおる）
- 超激力戰鬥車（激闘!クラッシュギアTURBO）
- 極道鮮師（ごくせん）
- 星空防衛隊（ストラトス・フォー）
- 天使特警
- .hack//SIGN駭客時空（.hack//SIGN）
- .hack//黃昏的腕輪傳說（.hack//黄昏の腕輪伝説）
- 復仇天使（Avenger）
- 終極幻想世界-太空戰士（FF:U ～ファイナルファンタジー:アンリミテッド～）
- PEACE MAKER鐵（PEACE MAKER鐵）
- 狼雨（WOLF'S RAIN）
- 青之6號（青の6号）
- 犬神
- 鬼影投手（ONE OUTS）
- 天國少女（花咲ける青少年）
- 最高機密（秘密 ―トップ・シークレット―）

### 其他
- 雷鳥神機隊（THUNDERBIRDS）
- 小鴨歷險記（The First Snow of Winter）
- 哆基朴的天空（Doggy Poo）
- 復活森林（THE LIVING FOREST）（西班牙）
- 蜜蜜心世界（韓國）
- 蟲蟲的異想世界（Funny Little Bugs）
- 王子與公主（Prince et Princess）
- 俄羅斯動畫大師作品集（MASTERS of RUSSIAN ANIMATION）